# Gauliga Sachsen 1934/35
De Gauliga Sachsen 1934/35 was het tweede voetbalkampioenschap van de Gauliga Sachsen. PSV Chemnitz werd kampioen en plaatste zich voor de eindronde om de Duitse landstitel, waar de club de halve finale bereikte. 

## Eindstand
| Plaats | Club                    | Wed. | W  | G | V  | Saldo | Ptn.  |
| ------ | ----------------------- | ---- | -- | - | -- | ----- | ----- |
| 1.     | Polizei SV Chemnitz     | 18   | 13 | 3 | 2  | 59:18 | 29:70 |
| 2.     | Dresdner SC             | 18   | 12 | 2 | 4  | 53:18 | 26:10 |
| 3.     | SV Fortuna Leipzig      | 18   | 11 | 3 | 4  | 46:28 | 25:11 |
| 4.     | SV Guts Muts Dresden    | 18   | 8  | 4 | 6  | 41:28 | 20:16 |
| 5.     | Sportfreunde 01 Dresden | 18   | 7  | 5 | 6  | 37:40 | 19:17 |
| 6.     | VfB Leipzig             | 18   | 8  | 0 | 10 | 35:40 | 16:20 |
| 7.     | Planitzer SC            | 18   | 4  | 6 | 8  | 34:47 | 14:22 |
| 8.     | SC Wacker Leipzig       | 18   | 5  | 3 | 10 | 21:45 | 13:23 |
| 9.     | Plauener SuBC           | 18   | 4  | 3 | 11 | 31:53 | 11:25 |
| 10.    | VfB 07 Glauchau         | 18   | 3  | 1 | 14 | 20:60 | 07:29 |

|  | Kampioen, geplaatst voor nationale eindronde |
|  | Degradatie naar Bezirksliga                  |

## Promotie-eindronde
| Plaats | Club                        | Wed. | Saldo | Ptn. |
| ------ | --------------------------- | ---- | ----- | ---- |
| 1.     | BC Hartha                   | 6    | 25:9  | 10:2 |
| 2.     | Dresdensia Dresden          | 6    | 14:18 | 8:4  |
| 3.     | Elsterberger BC             | 6    | 9:17  | 4:8  |
| 4.     | SpVgg 1899 Leipzig-Lindenau | 6    | 14:18 | 2:10 |

|  | Promotie naar Gauliga Sachsen 1935/36 |